# ニュージーランドの政党
ニュージーランドの政党では、ニュージーランドの政党について説明する。

## 概要
ニュージーランドの国政では、20世紀初頭から政党制度が浸透してきた。通常、一院制の代議院議員は全員いずれかの政党に所属している。無所属議員が出ることはあまりない。
1930年代以来、2大政党（労働党と国民党）がニュージーランドの国政を支配してきたが、1996年の比例代表制の導入により複数政党制が導入され、より小さな政党が議会で実質的な代表を持ち、現在では合理的に選挙を行うことが可能になった。 政府で議席を獲得することが期待される。2021年現在、第53回議会には5つの政党が議員を擁している。

## 政党登録
ニュージーランドの政党は登録することも、未登録にすることも可能である。登録政党には500名の有料会員が必要であり、各会員には総選挙での投票資格があり、党員規定が定められている。
政党が登録すると、政党リストを提出し、ニュージーランドの小選挙区比例代表併用制（MMP）で政党の票を受け取ることができるようになる。未登録の政党は個々の選挙人の候補者を指名することしかできない。
2020年現在、登録政党は選挙期間中に政党投票のために最大1,169,000ドル、選挙人1議席あたり最大27,500ドルを支出することもできる。未登録の団体は総選挙の広告に最大33万ドルを支出することができる。

## 政党一覧
| 政党名 | 政党名                         | 議会での議席数 (2023年10月14日時点) | 代表                                 | ポジション              | イデオロギー                      |
| 政党名 | 政党名                         | 代議院                              | 代表                                 | ポジション              | イデオロギー                      |
| ------ | ------------------------------ | ----------------------------------- | ------------------------------------ | ----------------------- | --------------------------------- |
|        | ニュージーランド国民党         | 50 / 121                            | クリストファー・ラクソン             | 中道右派                | 保守主義、自由主義                |
|        | ニュージーランド労働党         | 34 / 121                            | クリス・ヒプキンス                   | 中道左派                | 社会民主主義                      |
|        | 緑の党 (ニュージーランド)      | 14 / 121                            | James Shaw Marama Davidson           | 左翼                    | 緑の政治、社会民主主義            |
|        | ACT党                          | 11 / 121                            | David Seymour                        | 右翼                    | 古典的自由主義、保守主義          |
|        | ニュージーランド・ファースト党 | 8 / 121                             | ウインストン・ピータース             | 中道 (経済) 右翼 (社会) | ナショナリズム、ポピュリズム      |
|        | マオリ党                       | 4 / 121                             | Rawiri Waititi Debbie Ngarewa-Packer | 左翼                    | Māori rights、Tino rangatiratanga |